# Casa Rio Tinto
A Casa Rio Tinto foi um centro cultural localizado em Corumbá, Mato Grosso do Sul, Brasil. Se localizava na avenida General Rondon, 1355, entre as ruas 7 de Setembro e Major Gama. Fechou quando a Vale adquiriu a operação de minério de ferro da Rio Tinto no local.
Funcionou entre agosto de 2006 e janeiro de 2009 e se dedicava à exposição de fotografias, artes gráficas, cerâmica, cinema, audições musicais, além de atividades desenvolvidas pelo Grupo Rio Tinto no município, sendo um projeto pioneiro em todo mundo. O espaço divulgava todo o trabalho que a companhia realizava na cidade, inclusive as ações previstas para expansão e implantação do pólo mínero-siderúrgico.
1. ↑  «Vale vai comprar mina de ferro da Rio Tinto em Corumbá». Campo Grande News. Consultado em 18 de junho de 2016